# Pittarthie Castle

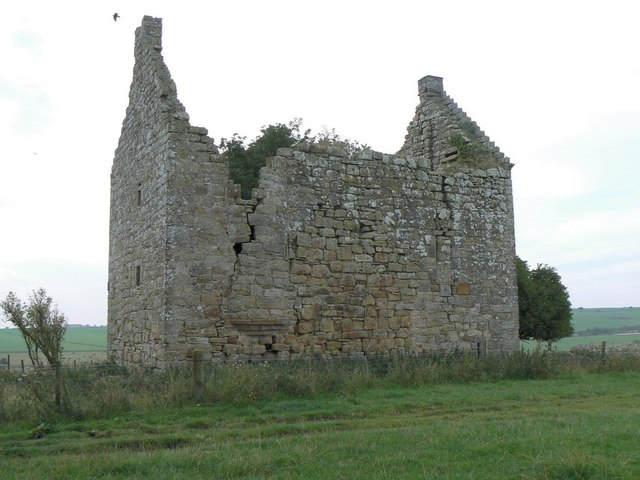
Ruine von Pittarthie Castle

Pittarthie Castle ist die Ruine eines befestigten Herrenhauses 2,5 km südwestlich von Dunino und 6,5 km nordwestlich von Anstruther in der schottischen Council Area Fife. Manchmal wird der Name auch “Pittairthie” geschrieben. Die Ruinen gelten als Scheduled Monument und Historic Scotland hat sie als historisches Bauwerk der Kategorie B gelistet, aber dieser Status wurde wieder entfernt.

## Geschichte
Das heutige Haus ließ James Monypenny von Pitmilly um 1580 bauen. Der König bestätigte Andrew Logan von Easter Granton und seinen Erben „die Ländereien von Pittarthie zusammen mit bestimmten anderen, einschließlich der Festung, des Herrenhauses etc., die früher dem Erzbischof von St Andrews durch James Monypenny von Pitmelie gehört haben und die zugunsten des besagten Andrew aufgegeben wurden.“ Dieses Anwesen kauften die Bruces um 1636 oder 1644. Das Haus ließ William Bruce von Pittharthie 1653 umbauen. 1654 erbte William Bruce das Anwesen von seinem Vater, Andrew Bruce.
1882 wurde das Haus, das als „Pittairthie Castle“ bezeichnet wurde, beschrieben als „eine Ruine ohne Dach im Südwesten der Gemeinde [Dunino], teilweise sehr alt (...) teilweise ein Gebäude von 1653 und sein ältester Teil besteht aus einem großen, quadratischen Turm mit einem Gewölbe darunter“. Die Formulierung „teilweise sehr alt“ mag der Beobachtung eines groberen Mauerwerks im unteren Teil der Südmauer entsprungen sein, die in einer späteren Beschreibung erwähnt wurde, was nahelegt, dass ein noch älteres Bauwerk an dieser Stelle gestanden haben könnte. Laut einem Bericht stammt das Anwesen aus dem 14. Jahrhundert. In diesem Bericht steht, dass das Anwesen irgendwann um 1700 an die Hennays von Kingsmuir gefallen sein soll.

## Ruinen
Es gibt umfangreiche Überreste eines Hauses auf einem Hügel, das in L-Form errichtet wurde, mit einer bogenförmig abgerundeten Nordwestecke, den Flügel im Südwesten an den Hauptblock angebaut, mit einem Treppenturm im Innenwinkel. Das Mauerwerk besteht aus gutem Bruchstein mit Werksteinverkleidungen. Viel gröberes Mauerwerk erscheint am Fuß der Südmauer, möglicherweise ein Beweis für die Existenz eines früheren Gebäudes. Das Haus zeigt wunderschöne, aber heute ziemlich nutzlose Verteidigungseinrichtungen – eine Schießscharte neben der rollengeformten Tür und Pistolenlöcher unter den Fensterbänken.
Die Jahreszahl 1692 ist zusammen mit William Bruces Wappen und Initialen auf einer segmentförmigen Verdachung über dem Südfenster des Rittersaals im 1. Obergeschoss eingehauen. Dieses Fenster besitzt, wie die meisten anderen, gerundete Gewölbekanten, wie sie Ende des 17. Jahrhunderts üblich waren. Das Innere ist verfallen. Im Tunnelgewölbe des Kellers liegt eine Küche mit einem großen Herd auf der Nordseite; der Wassereinlass liegt in der Westmauer. Vermutlich wurde der Treppenturm im Norden auch Ende des 17. Jahrhunderts angebaut.
Eine moderne Ordnance-Survey-Karte zeigt die Ruinen von Pittarthie Castle in einem Feld südwestlich von Dunino, nicht sehr weit nördlich von Carnbee. Darüber hinaus ist die Burg auch auf einigen beliebten Karten von Castles of Scotland dargestellt.